# Achille Lauro (creuer)

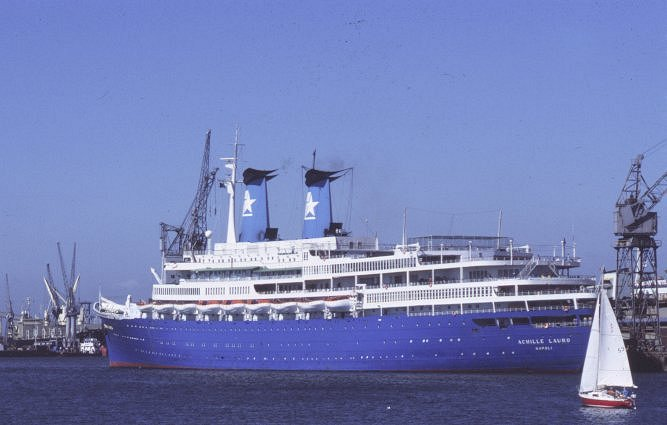
LAchille Lauro el 1989

L'Achille Lauro va ser un transatlàntic amb base a Nàpols, (Itàlia).
Va ser construït entre 1939 i 1947 amb el nom de Willem Ruys, com a vaixell de línia de passatgers per a l'empresa Rotterdamsche Lloyd. El 1965 va ser venut a la Flotta Lauro Line, o Star Lauro, (en l'actualitat MSC Cruises) i canvià el nom a Achille Lauro (el nom del propietari de la naviliera). Aquest vaixell és recordat sobretot pel seu segrest l'any 1985. Posteriorment, el 1994, es va incendiar i va acabar enfonsant-se en l'oceà Índic davant de les costes de Somàlia.